# Съвет за икономическа взаимопомощ
СИВ пренасочва насам.  За други значения вижте СИВ (пояснение).
Съветът за икономическа взаимопомощ, съкратено СИВ, в англоговорещите и други страни познат със съкращението Комекон (COMECON, от английски: Council for Mutual Economic Assistance, CMEA), е бивша икономическа организация на социалистически страни, съществувала от 1949 до 1991 г.
Създаден е през 1949 г. в условията на Студена война. По същото време се създават и военно-политически организации, съответно на държавите от Западния блок – Организация на Северноатлантическия договор (1949), и на държавите от Източния блок – Организация на Варшавския договор (1955). Истинската си дейност СИВ започва да развива от 60-те години на 20 век. Така започналото съперничество между блоковете в международните отношения се допълва и от международно икономическо съперничество и противопоставяне.

## Членове
Освен основалите го СССР, България, Румъния, Чехословакия, Унгария и Полша и присъединилите се малко по-късно ГДР и Албания, през годините СИВ приема нови членове, пълноправни или асоциирани. В края на 1950-те години Китайската народна република, Корейската народно-демократична република, Монголия, Виетнам и Югославия са поканени да участват в сесиите на СИВ със статут на наблюдатели. Монголия и Виетнам стават членове на СИВ, но Китай престава да присъства на сесиите след 1961 г. Югославия си договоря статут на асоцииран член в организацията със споразумение от 1964 г.
В края на 1980-те години пълноправни членове са 10 държави – Съветският съюз, 6 държави от Източна Европа и 3 други държави. Така географското положение престава да бъде обединяващият фактор в организацията. Големите различия в размера на икономиките и нивото на икономическото развитие на членуващите в СИВ страни също са били основание за създаването на противоположни интереси. Комбинацията от всички тези фактори поражда значителни различия в очакванията на страните за ползите, които могат да извлекат от членството си в СИВ. Единството е осигурявано от политически и идеологически фактори. Всички страни от СИВ са били „обединени от общност на фундаментални класови интереси и идеологията на марксизма-ленинизма“ са и имали общи възгледи за икономическата собственост (държавна, а не частна) и управлението (планово, а не пазарно).
Наред с 10-те пълноправни страни от СИВ са съществували 3 вида взаимоотношения на други държави с организацията.
- Югославия е била единствената държава със статут на пълноправен асоцииран член. Въз основа на споразумение от 1964 г. страната е участвала в 21 от 22 ключови институции на СИВ, така както би участвал пълноправен член.
- Финландия, Ирак, Мексико, Никарагуа и Мозамбик са имали статут на асоциирани членове, но като несоциалистически страни, сътрудничещи със СИВ, са с ограничено участие. Тъй като правителствата на тези държави не са представлявали частния бизнес от своите страни, те не са участвали в операции на СИВ, а са били представлявани от комисии, в които участват членове на правителството и представители на бизнес средите. Комисиите са имали право да подписват рамкови споразумения със Смесената комисия за сътрудничество на СИВ.
- След 1957 г. СИВ разрешава на някои държави с комунистически или подкрепящи СССР правителства да присъстват на сесиите със статут на наблюдатели. През ноември 1986 г. делегации от Афганистан, Етиопия, Лаос, Никарагуа и Народна демократична република Йемен (Южен Йемен) присъстват на 42-рата сесия на СИВ със статут на наблюдатели.

| Основатели   | Присъединили се                         | Асоциирани             | Наблюдатели            |
| ------------ | --------------------------------------- | ---------------------- | ---------------------- |
| България     | Албания – от февруари 1949 г.до 1961 г. | Югославия – от 1964 г. | Китай – до 1961 г.     |
| Полша        | ГДР – от 1950 г.                        | Финландия – от 1973 г. | КНДР                   |
| Румъния      | Монголия – от 1962 г.                   | Мексико – от 1975 г.   | Лаос                   |
| СССР         | Куба – от 1972 г.                       | Ирак – от 1975 г.      | за кратко – Афганистан |
| Унгария      | Виетнам – от 1978 г.                    | Никарагуа              | за кратко – Етиопия    |
| Чехословакия |                                         | Южен Йемен             |                        |

## История

### Предпоставки
През 1947 г. управляващите комунистически партии на страните-учредители са били международно обединени чрез Коминформбюро, от което Югославия е изключена през 1948 г. Въпреки че Коминформбюро е разпуснато през 1956 г., междупартийните връзки продължават да бъдат силни между страните от СИВ и те всички са участвали в периодичните международни конференции на комунистическите партии. СИВ предоставя механизъм, чрез който неговият водещ член – Съветският съюз, се е стремял да развива икономически връзки със и сред най-близките си политически и военни съюзници. Източноевропейските страни от СИВ също са били военни съюзници на Съветския съюз чрез Организацията на Варшавския договор.
Сред главните фактори за основаването на СИВ е стремежът на СССР да укрепи влиянието си над съседните държави от Източна Европа и да неутрализира интереса към Плана „Маршал“ – Чехословакия, Унгария и Полша се интересуват от помощта по Плана „Маршал“ въпреки изискванията за конвертируема валута и пазарна икономика. Тези изисквания, които неизбежно биха довели до по-силни икономически връзки със Западна Европа, отколкото със Съветския съюз, са неприемливи за Сталин, който през юли 1947 г. разпорежда на тези правителства, доминирани от комунистите, да напуснат Парижката конференция за „Програма за европейско възстановяване“. След разделянето на Европа в резултат от Втората световна война, това е описвано като „момента на истината“.

### Основаване
СИВ е основан на Московската икономическа конференция, състояла се от 5 до 8 януари 1949 г., когато по инициатива на СССР и Румъния е свикано закрито съвещание, на което се взема решение за основаване на СИВ с цел установяване на тесни икономически връзки между СССР и страните на новите демокрации. Албания се присъединява месец по-късно, а ГДР – през 1950 г.

### Първи години
Първоначално изглеждало, че планирането бързо си пробива път. След отхвърлянето на технократичния ценово основан подход (вижте дискусията по-долу) на Николай Вознесенски, нещата се насочват към координиране на националните икономически планове, но без насилствено налагане на решения от самия СИВ. Всички решения са изисквали единодушно одобрение и едва след това правителствата сами изработвали политика, на основата на приетите общи решения. През лятото на 1950 г., може би поради недоволство от благоприятните последствия за ефективния индивидуален и колективен суверенитет на по-малките държави, Сталин „изненадал персонала на СИВ“ като почти спрял работата на Съвета, променяйки вътрешната политика на Съветския съюз към автаркия, а външната – към „посланическа система за намеса във вътрешните работи на другите държави, по-скоро директно“, отколкото чрез „конституционни средства“. През ноември 1950 г. обхватът на работата на СИВ официално е ограничен до „практически въпроси за улесняване на търговията“.
Сред важните наследства на този кратък период в дейността на СИВ е Софийският принцип, възприет на сесията на организацията от август 1949 г. в България. Този принцип радикално отслабва правата за интелектуална собственост, като прави технологиите на всяка страна от СИВ достъпни за другите страни от организацията срещу номинална такса, която е малко по-висока от покриването на разходите за съответната документация. От това се възползват по-слабо индустриализираните страни от СИВ, по-специално технологично изоставащият Съветски съюз, за сметка на Източна Германия и Чехословакия, а в по-малка степен – Унгария и Полша. Действието на този принцип отслабва след 1968 г., тъй като става ясно, че той обезсмисля новите изследвания, а междувременно самият Съветски съюз придобива по-конкурентни технологии.

### Епохата „Хрушчов“
След смъртта на Сталин през 1953 г. СИВ отново започва да укрепва позициите си. В началото на 1950-те години всички страни в СИВ възприемат сравнително независима политика на автаркия (стопанско самозадоволяване). През този период отново започва да се обсъжда развитието на допълнителни специализации – коя страна в каква област на развитие да се съсредоточи – и през 1956 г. се създават 10 постоянни комисии към СИВ, които да улесняват координацията. Съветският съюз започва да продава нефт срещу стоки, произведени в СИВ. Създава се система от 5-годишни планове за развитие в определените отрасли и специализации.
Полските протести и Унгарското въстание от 1956 г. довеждат до големи социални и икономически промени в Източния блок. През 1957 г. съветският петгодишен план за 1956 – 1960 г. е изоставен, тъй като правителствата в страните от СИВ се борят да възстановят легитимността си и подкрепата на населението. През следващите 5 г. са направени малки стъпки към увеличаване на търговския обмен и икономическата интеграция в организацията, включително с въвеждането на обща валута – преводната рубла, преразглеждане на усилията за национална специализация и изготвяне на договор през 1959 г., повлиян от Римския договор от 1957 г.
Усилията за общо централно планиране на дейностите се провалят отново. През декември 1961 г. на сесия на СИВ са одобрени Основни принципи на международното социалистическо разделение на труда, в които се говори за по-близка координация на плановете и „концентриране производството на сходни продукти в една или няколко социалистически страни“. През ноември 1962 г. Никита Хрушчов призовава за „общ планиращ орган на СИВ“. На това предложение се противопоставят Чехословакия, Унгария и Полша и най-вече Румъния, където национализмът все повече набира сила. Букурещ отхвърля идеята Румъния да се специализира в областта на селското стопанство. В Източна Европа само България приема отредената ѝ роля (също в селското стопанство, но в този случай това е посоката, избрана от самата държава през 1930-те години) Въпреки че Съветският съюз призовава за тясна икономическа интеграция, Москва вече няма силата да я налага. Наблюдава се бавна интеграция в областта на нефта, електроенергията и други технически и научни сектори, а през 1963 г. е основана Международната банка за икономическо сътрудничество. Всички страни от СИВ от Източна Европа увеличават търговския си обмен със Запада повече, отколкото помежду си.

### Епохата „Брежнев“
Истински активна дейност съюзът започва около 1960, когато ръководството на СССР се опитва да направи от СИВ социалистическа алтернатива на Европейската общност (или Общия пазар, както е известен по време на Студената война), предшественик на ЕС). Тази алтернатива обаче няма нищо общо със свободния пазар, а с установените практики на
разпределение на пазарите и договаряне на цените на държавно ниво за определен срок е негово отрицание.
В публикуваните официални документи се подчертава, че приоритетно е „икономическото и научно-техническото сътрудничество между страните-членки, развитие на взаимната търговия, обмен на стопански опит, оказване на взаимопомощ със суровини, машини, оборудване, продоволствие“. Разработват се и единни стандарти и норми, задължителни за страните-участнички. Често терминът СИВ е използван при най-разностранни дейности на страните от организацията, включително и върху двустранните отношения между страните, тъй като в системата на социалистическите международни икономически отношения многостранните споразумения са се изпълнявали чрез комплекс от по-подробни и двустранни договори.
От основаването си до 1967 г. СИВ действа само на основата на единодушно приети споразумения. СИВ приема принципа на заинтересованата страна, съгласно който всяка държава от организацията може да избере проект, по който да работи, като при това позволява на другите страни да използват механизмите на СИВ за съгласуване на действията. Запазва се при приемането на общите решения всяка страна да може да налага вето, но надеждата е, че държавите от СИВ по-скоро ще предпочетат да отстъпят от становищата си, вместо да налагат вето или да участват с неохота в работата на организацията. В резултат на Румъния е позволено да поеме по свой стопански курс, без да напуска СИВ изцяло, както и без да блокира дейността му.
След специалната сесия на СИВ през април 1969 г. и разработването и приемането през 1971 г. на Комплексната програма за бъдещото разширяване и подобряване на сътрудничеството и бъдещето развитие на социалистическото икономическо сливане, дейностите на СИВ официално са наречени икономическа интеграция (с цел заличаване на „различията в относителния недостиг на стоки и услуги между страните чрез целенасочено отстраняване на бариерите пред търговията и другите форми на интеграция“). Въпреки че това заличаване на различията не е основното в икономическите политики на СИВ, подобряването на икономическото интегриране винаги е било цел.
Напредъкът в интеграцията е възпрепятстван от силното национално централно планиране, както и от увеличаващите се различия между отделните страни (по това време се присъединява Монголия, а по-късно – Куба и Виетнам). Проблем създават непреодолимата асиметрия и появилото се в резултат на това недоверие между малките страни и супер-държавата Съветски съюз, която през 1983 г. представлява 88% от територията и 60% от населението на СИВ.
От голямо значение е приемането на Мексико за асоцииран член на СИВ през август 1975 г., тъй като напреднала в развитието си държава от Латинска Америка се приобщава към Съветския блок. През периода 1983 – 1985 г. комисията на СИВ за несоциалистическите държави, сътрудничещи си с организацията, отпуска на мексиканската държава безвъзмездна помощ заради кризата и земетресението на 19 септември 1985 г.
През този период има усилия за отдалечаване от централното планиране чрез изготвяне на смесени промишлени сдружения и комбинати в различни държави, които често са упълномощавани да договарят техни собствени международни сделки.
Сред икономическите успехи от 70-те е влагането на средства от бюджетите на страните от Източна Европа в разработването на нефтените залежи в СССР. „Европейците от Източна Европа разбраха, че трябва да покриват някои от разходите за развиването на икономиката на техния презиран господар и потисник“, но от друга страна се възползват от ниските цени на горивата, които получават от Москва. В резултат на това икономиките на страните от СИВ показват сериозен растеж в средата на 1970-те години. В голяма степен те не са засегнати от нефтената криза през 1973 г. Друга краткосрочна стопанска изгода през този период e, че политиката на разведряване донася възможност страни от Запада да инвестират в Източния блок, както и да изнасят технологии. Това довежда и до възприемането на някои западни съждения в областта на културата, по-специално в Централна Европа. Повечето предприятия, основани на западни технологии, остават далеч от успеха – например полският завод за трактори „Урсус“ (Ursus) не се справя с технологията, лицензирана от „Мейси Фергюсън“; друга инвестиция е пропиляна за осигуряване на луксозни стоки за партийната върхушка, а се оказва, че повечето страни от СИВ са задлъжнели към Запада. Когато потоците от инвестиции секват (тъй като разведряването приключва в края на 1970-те години), СССР се впуска (1979) в изтощителната 9-годишна война в Афганистан, през периода 1979 – 1983 г. всички страни от Източна Европа претърпяват рецесия, от която така и не успяват да се избавят. Румъния и Полша претърпяват най-голямо понижаване на жизнения стандарт.

### Перестройка и разпад
Комплексната програма за научен и технически прогрес от 1985 г., както и поемането на властта в Съветския съюз от Михаил Горбачов, повишават допълнително съветското влияние в дейността на СИВ. Посочената програма е предназначена да подобри икономическото сътрудничество с разработването нови опити и приложения в науката и технологиите в страните от СИВ. Това е епохата на перестройката (преустройство) – последният опит страните от тази група да бъдат заздравени. Горбачов се надява на революционни промени в стопанството, очаквайки, че науката все повече ще се превръща в пряка производителна сила (в духа на предвижданията на Маркс), както и че „до 2000 г... обновяването на заводите и оборудването им... ще се извършва с темп от 6% или повече годишно“.
На 25 юни 1988 г. в Люксембург е подписано споразумение между ЕИО и СИВ за взаимно признаване и официални отношения, което позволява на страните от СИВ да сключват търговски договори пряко с Европейската общност. Според доктрината „Синатра“ (1989) обменът е изключително право на всяка отделна страна. Либерализацията след това бележи началото на края на СИВ. Формално революциите в Източна и Централна Европа от 1989 г. не прекратяват съществуването на СИВ, затова в Прага през март 1990 г. се провежда следващата среща на организацията.
От 1 януари 1991 г. страните от СИВ започват да извършват сделките помежду си по правилата на пазарната икономика. В резултат на това се получава радикален спад в търговския обмен между тях, тъй като Източна Европа сменя несиметричната търговска зависимост от Съветския съюз със също толкова несиметрична търговска зависимост от Европейската общност.
Последната 46-а сесия на СИВ се провежда на 28 юни 1991 г. в Будапеща, когато България, Унгария, Виетнам, Куба, Монголия, Полша, Румъния, СССР и Чехословакия сключват споразумение за прекратяване съществуването на организацията в срок от 90 дни – 26 септември 1991.

## Стокообмен

### Цени, качество, дефицит
След като работят без обосновани обменни курсове и без пазарна икономика, страните от СИВ е трябвало да следят световните пазари, за да сверяват цените си. В държавите от СИВ цените остават стабилни в продължение на години, вместо да се променят непрекъснато – нещо, което улеснява централното планиране. Имало е стремеж цените на продуктите да бъдат ниски, за да бъдат масово достъпни.
Същевременно произвежданите стоки и извършвани услуги са с относително по-ниско качество, което е пряк резултат от липсата на пазарни принципи. Най-просто казано производителите не са имали нито стимул, нито възможност да повишават качеството, след като пазарите са изцяло гарантирани (дори с дефицит на нискокачествени стоки), а ниските цени не осигуряват достатъчно средства за финансиране на развитието. Важна особеност е, че в страните от СИВ е бил избягван вносът на стоки, произведени в държави извън СИВ, заради недостига на конвертируема валута; така дефицитът е бил винаги гарантиран.
Принципът на международния бартер е помагал на страните от СИВ да запазват оскъдните си резерви от „твърда“, т.е. конвертируема валута. Казано със стопански термини, бартерът облагодетелства неизбежно страните, чиито стоки биха били търгувани на по-високи цени на свободния пазар, или чийто внос би бил получен на по-ниска стойност, и оставя в неизгодно положение тези страни, за които нещата стоят по друг начин. Всички страни от СИВ запазват някакъв вид защита от влиянието на световния пазар.
В първия период от съществуването на СИВ тенденцията е била организацията да работи на основата на технологиите, цените и законите. По-късно следва подходът на физическото планиране, който повишава ролята на централните правителства, вместо на технократите. Усилието за създаването на единна планираща организация с общо стопанство, способно да определя плановете в региона на СИВ, също не дава резултат. Протокол за създаване на такава система е подписан на 18 януари 1949 г., но така и не е ратифициран. Този протокол ясно заплашва суверенитета не само на по-малките държави от СИВ, но дори и на самия Съветски съюз, тъй като в такъв случай международен орган би имал действителна власт. Сталин и наследниците му определено предпочитат неформалните средства на намеса в другите страни от СИВ. Тази липса на последователност или международно централно планиране е могла да доведе до автархия (самозадоволяване) във всяка страна от СИВ, тъй като никоя държава не се доверява напълно на другите при доставката на стоки и услуги.
С няколко малки (и незначителни по обем) изключения в страните от СИВ има държавен монопол върху външната търговия. Това крайно окрупняване на търговските контрагенти от СИВ (вносители и износители) дава изключителни предимства с мащабността на сделките и контрола върху договорните условия от страна на държавата. То обаче създава условия за бюрократизация, което влошава крайните резултати.

### Мит за „изгоден“ обмен
Широко разпространен е идеологическият мит за „евтиния“ съветски нефт и природен газ, изгоден както за съветската, така и за антисъветската пропаганда.
В началото на 1970-те години съветският нефт и природен газ са продавани в рамките на СИВ на цени, по-ниски от пазарните. Мнозина западни коментатори приемат това като неизказана, политически мотивирана, парична помощ на нестабилните икономики, за да бъде успокоено недоволството и като отплата за съобразяването с волята на Съветския съюз. Други коментатори твърдят, че това може да е било просто едно непредвидено последствие от действието на 2 фактора: бавното направляване на цените на СИВ в периоди на покачване на цените на петрола и природния газ на световните пазари, както и на факта, че в страните от СИВ минералните ресурси са били в „изобилие“ в сравнение с произвежданите стоки.
Всъщност, с оглед икономиките им да останат относително стабилни, цените по сделките между страните-членки на СИВ се изчисляват, като се усредняват цените на свободните международни пазари на съответната стока от последните 5 г. С други думи, когато в началото на 1970-те години (през 1973 – 1974 г.) има рязко покачване (6 пъти) на цените на суровия нефт, то това се отразява на сделките в СИВ постепенно, със забавено поскъпване; и обратно – при относително стабилни цени и дори с вълни на поевтиняване през следващите години цените в СИВ все още продължават да се покачват. Освен това за сметка на изгодния внос на нефт източноевропейските страни от СИВ изнасят неизгодно своите стоки за СССР поради изоставащите им цени в сравнение с нарасналите цени на алтернативните международни пазари.

## Комитет на СИВ за сътрудничество по АПК
Комитетът на СИВ за сътрудничество в агропромишления комплекс е основан на 21 януари 1988 г. в Москва от министрите на земеделието на държавите от СИВ. Тази структура се занимава с въпросите от отрасъла на междуправителствено равнище (по подобие на съществуващия днес Съвет по земеделие и рибарство при ЕС). Заседава 1 път годишно на равнище министър. Структурата замества съществувалата постоянна комисия по селско стопанство и хранителна промишленост към СИВ, която е закрита през ноември 1987 след реформата приета на 43 та сесия на СИВ за създаване на Комитети на СИВ в съответния отрасъл и закриване на дотогавашните комисии на СИВ в отрасъла.
Ръководители на правителствените делегации постоянни представители в Комитета при учредяването му (1988):
- Народна република България : Алекси Иванов – министър на земеделието и горите на НР.България и постоянен представител на НРБ в Комитета
- ГДР : – заместник-министър на ГДР и зам.постоянен представител на ГДР в Комитета
- Република Куба: Адолфо Суарес Диас – заместник-председател на Министерския съвет и министър на земеделието на Р.Куба и постоянен представител на Р.Куба в Комитета
- Монголска народна република: Шаравин Гунгадорж – заместник-председател на Министерския съвет и министър на селското стопанство на МНР и постоянен представител на МНР в Комитета
- Социалистическа република Виетнам: Нгуен Чонг Тан – министър на земеделието и хранителната промишленост на СР.Виетнам и постоянен представител на СРВ в Комитета
- Полска народна република: Станислав Зиеба – министър на земеделието, горите и хранителната промишленост на ПНР и постоянен представител на ПНР в Комитета
- Румъния Социалистическа република Румъния: – заместник-министър на СРР и зам.постоянен представител в Комитета
- Съюз на съветските социалистически републики: Всеволод Мураховский – първи заместник председател на Министерския съвет на СССР и председател на Държавния агропормишлен комитет на СССР (ГОСАГРОПРОМ) постоянен представител на СССР в Комитета, Евгений Сизенко – министър, първи заместник-председател на Държавния агропромишлен комитет (ГОСАГРОПРОМ) първи зам.постоянен представител на СССР в Комитета
- Унгарска народна република: Йеньо Ванча – министър на земеделието и хранителната промишленост на УНР и постоянен представител на УНР в Комитета
- Чехословашка социалистическа република: Мирослав Томан – заместник-председател на Министерския съвет и министър на земеделието и хранителната промишленост на ЧССР и постоянен представител на ЧССР в Комитета
- Социалистическа федеративна република Югославия: Сава Вуйков – председател на Съюзния комитет по селско стопанство на СФР.Югославия и член на Съюзното изпълнително вече на СФР.Югославия и постоянен представител на СФРЮ в Комитета

Заседания на комитета:
- Първо учредително заседание – 20 – 21 януари 1988 г. в Москва
- Второ заседание – 12 – 15 декември 1988 г. в Москва
- Трето заседание – 29 – 31 октомври 1989 г. в Москва

Източници – ЦДА, Фонд 136 – архив на Министерския съвет, описи за 1988 и 1989 г., част Кореспонденция на Министерството на земеделието и горите с Министерския съвет:
- Докладна записка от Алекси Иванов, министър на земеделието и горите, до председателя на Министерския съвет Георги Атанасов за резултатите от 1 учредително заседание на Комитета на СИВ в областта на агропромишления комплекс, 20 – 21 януари 1988 г., от 8 февруари 1988 г.
- Докладна записка от Алекси Иванов, министър на земеделието и горите, представител на НРБ в Комитета за сътрудничество в областта на агропромишления комплекс, до председателя на Министерския съвет Георги Атанасов за становището на българската делегация за второто заседание на комитета, 12 – 15 декември 1988 г., от 29 ноември 1988 г.
- Докладна записка от Евтим Кръстев, първи заместник-министър на земеделието и горите, до председателя на Министерския съвет Георги Атанасов за 3 заседание на Комитета за сътрудничество в областта на агропромишления комплекс, 29 – 31 октомври 1989 г., от 1 ноември 1989 г.